# Blechnum auritum
Blechnum auritum là một loài dương xỉ trong họ Blechnaceae. Loài này được Goldm. mô tả khoa học đầu tiên năm 1843.
Danh pháp khoa học của loài này chưa được làm sáng tỏ. 